# ゼネラル・エレクトリック CF700
ゼネラルエレクトリック CF700（軍用識別符号TF37）は、ゼネラルエレクトリックがCJ610を原型として開発した民間航空機用のターボファンエンジンである。CF700は燃料消費率を上げるためにファンを後部に備えるという一般的ではない配置で、低圧タービンに直結したファンブレードを後部に備える。

## 搭載機
- ダッソー ファルコン 20
- ノースアメリカン セイバーライナー シリーズ 75A と 80
- 月面着陸研究機/月面着陸訓練機

## 仕様 (CF700)
一般的特性
- 形式: 単軸式 ターボファン
- 全長: 75.5 in (1,918 mm)
- 直径: 33 in (838 mm))
- 乾燥重量: 735 lb (333.4 kg) オプションの逆噴射装置追加時

構成要素
- 圧縮機: 8段高圧圧縮機 + フリー低圧タービンに直結した1段ファン
- タービン: 2段高圧タービン、1段低圧タービン
- 使用燃料: 航空用ケロシン

性能
- 推力: 4,200 lbf (18.68 kN)
- バイパス比: 2.0:1
- 空気流量: 毎秒84 lb (38 kg)ファンを通過
- 燃料消費率: 0.67 lb/lbf-hr (68.3 kg/kN-hr) 最大巡航速度時
- 推力重量比: 6.6:1

出典: 

### 関連するエンジン
- ゼネラル・エレクトリック CJ610
- ゼネラル・エレクトリック J85

### 類似のエンジン
- ゼネラルエレクトリック CJ805-23（英語版）

### 一覧
- 航空用エンジンの一覧